# Lijm
Een lijm, kleefmiddel of adhesief is een tussenstof die twee of meer delen permanent aan elkaar bevestigt.
Een lijm kan zowel een natuurlijke als een kunstmatige oorsprong hebben. Enkele moderne lijmen zijn extreem sterk en zeer belangrijk in moderne constructies en in de industrie.

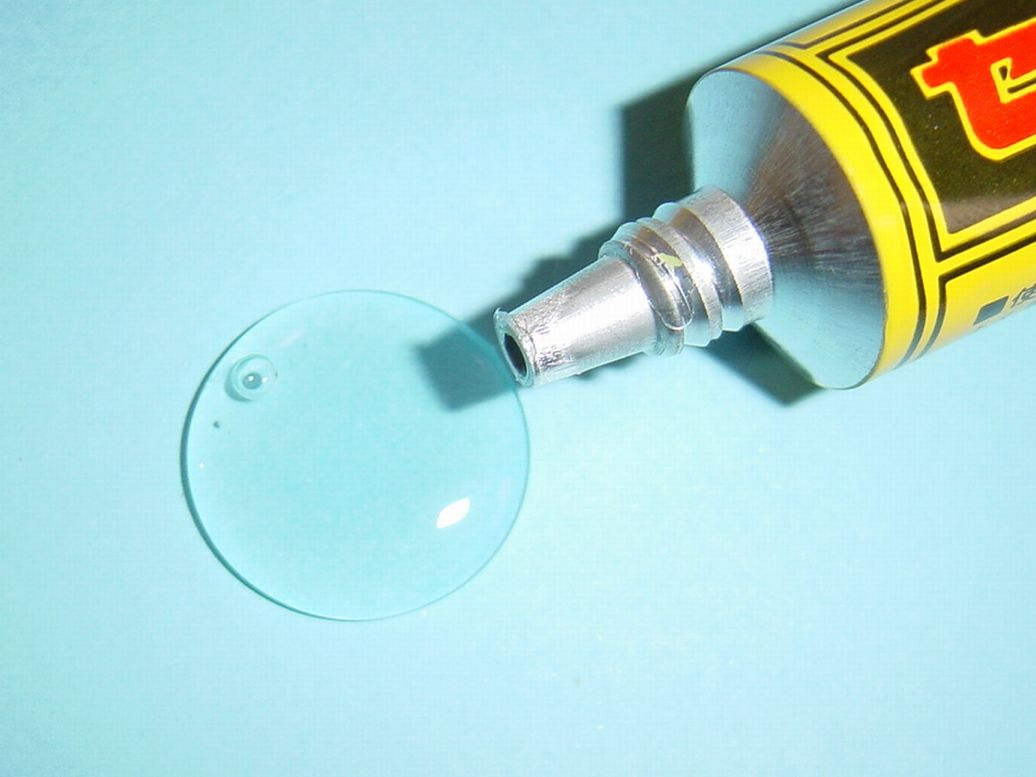
Lijm uit een tube

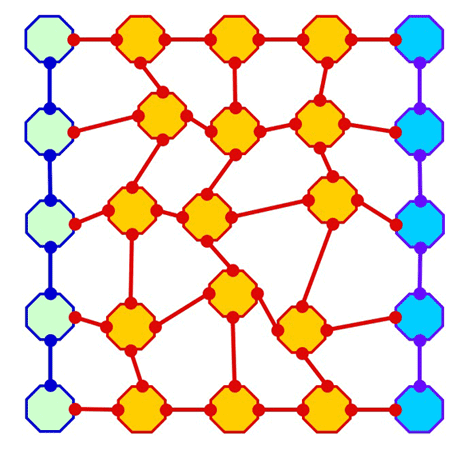
Visualisatie van een lijmverbinding

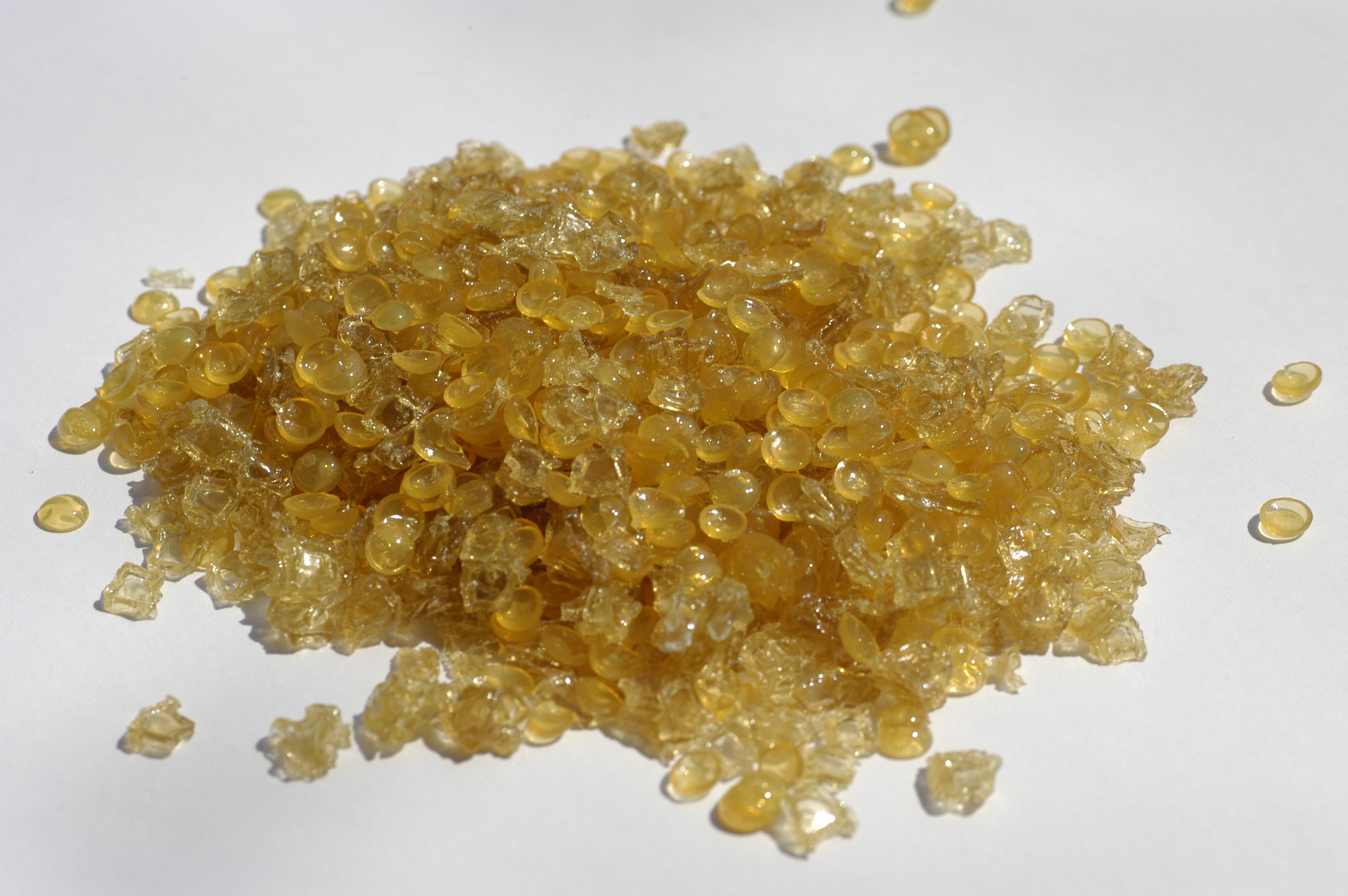
Beenderlijm

## Lijmsoorten
Er bestaan talloze lijmsoorten. Een aantal soorten zijn:
- Anorganische lijm, zoals waterglas (natriumsilicaat). Geeft aan dat er geen koolstof-waterstofbinding in de lijm aanwezig zijn.
- Organische lijm. Geeft aan dat er (natuurlijke) koolstofverbindingen in de lijm aanwezig zijn.
- Natuurlijm. Geeft aan dat de lijm een natuurlijke oorsprong heeft.
- Synthetische lijm. Geeft aan dat de lijm door de mens ontworpen is.
- Dierlijke lijm (beenderlijm, vislijm) bestaande uit colloïdale eiwitten verkregen door het langdurig koken van dierlijk bindweefsel (pezen, hoeven). Dit waren de eerste soorten lijm.
- Houtlijm, een emulsie van plasticpartikeltjes in water
- Metaallijm, metaal kan met zeer veel verschillende soorten lijm aan elkaar worden bevestigd. Mede om deze reden wordt het begrip metaallijm niet vaak gebruikt. Enkele veel toegepaste metaallijmen zijn: PU-lijm, acrylaatlijm, cyanoacrylaatlijm en epoxylijm.
- Lijm op basis van synthetische rubbers
- Plantaardige lijmen, op basis van Arabische gom, hars of zetmeel
- Epoxylijm, van kunsthars met als tweede component een verharder
- Smeltlijmen die bestaan uit gesmolten plastics
- Knutsellijm bestaand uit in vluchtige oplosmiddelen opgeloste plastics
- Secondelijm, vooral gemaakt van cyanoacrylaten

## Natuurtoepassingen
In de natuur komen verschillende toepassingen van lijmen voor. Spinnen gebruiken draden voorzien van lijm om hun spinnenweb te spinnen. Ook zijn er spinnen die, om hun prooi te vangen, "schieten" met lijmdraden. Mosselen verankeren zich, om te voorkomen dat ze wegdrijven, met byssusdraden (lijmeiwit) aan de ondergrond.

## Lijmproces
Lijmen is, anders dan lassen en solderen, een verbindingstechniek die bijna alle materialen met elkaar verbinden kan. Bij lijmen hoeven, in tegenstelling tot bij lassen en solderen, de te verbinden materialen niet verwarmd te worden. Ook wordt de kracht gelijkmatig van het ene materiaal naar het andere materiaal overgebracht. Voor een goede lijmverbinding is een juiste lijmkeuze en een beheerst lijmproces belangrijk.
Het lijmproces bestaat uit:
- het reinigen van de substraten (ondergrond)
- het geschikt maken van de ondergrond
- het aanbrengen van de lijm
- het reageren van de lijm

### Reinigingstechnieken
Het doel van de reinigingstechnieken is om “vreemde” stoffen (vuil of roest) van het substraat (ondergrond) te verwijderen. Deze vreemde stoffen hebben een negatieve invloed op de hechting van de lijm aan het substraat.
De reinigingstechnieken zijn onder te verdelen in:

#### Mechanische reiniging
- Stralen: straalgrit (metalen kogeltjes) wordt met grote snelheid op het substraat geschoten. Hierdoor wordt het vuil mechanisch verwijderd. Vroeger werd zand als straalmedium gebruikt. Vanwege het gevaar op asbestose (stoflongen) is zand als straalmiddel verboden.
- Water onder hoge druk: (warm) water waar soms zeep aan toegevoegd is, wordt met een hogedrukspuit op het substraat gespoten.
- Schuren: met behulp van schuurpapier kan mechanisch het vuil van het substraat worden verwijderd. Bij deze reinigingsmethode bestaat het gevaar dat het vuil in de poriën wordt (uit)gesmeerd. Daarom is het aan te bevelen om voor het schuren eerst het substraat (chemisch) te reinigen.
- Chemische reiniging (kan schadelijk voor de gezondheid zijn)
- Oplosmiddelen: met behulp van een oplosmiddel wordt het vuil in oplossing gebracht, waarna het mechanisch (met een doek) kan werden verwijderd. Oplosmiddelen kunnen bestaan uit koolwaterstoffen, alcoholen, esters of ketonen. (Verfafbijt is een oplosmiddel). Voorbeelden van oplosmiddelen zijn MEK, thinner, terpentine, xyleen, aceton, wasbenzine, chlorotheen.
- Tensiden: tensiden zijn oppervlakte-actieve stoffen met moleculen waaraan aan één zijde water en aan de andere zijde vet of olie zich kan hechten. Als een tenside op het substraat wordt aangebracht, hecht deze zich aan het vet of de olie. De vuildeeltjes weken zich dan los, waarna ze gemakkelijk met water kunnen worden weggespoeld.
- Alkaliën: alkaliën zijn basen of logen die een chemische reactie aangaan met (plantaardige) vetten. Uit de reactie ontstaat zeep (organisch zout). Doordat de zeep oplosbaar in water is, kan het vuil gemakkelijk met water worden weggespoeld.
- Zuren: een zuur reageert met een mineraal (oxide of kalk). Met het beitsproces wordt door het opbrengen van een verzwakt (verdund) zuur het mineraal dat op het substraat aanwezig chemisch omgezet in een gas.

### Geschikt maken van de ondergrond
Niet elke ondergrond is meteen geschikt om daarop direct lijm aan te brengen. Metalen (als staal en aluminium) moeten eerst tegen corrosie (oxidatie) beschermd worden. Bij de fabricage van kunststof voorwerpen worden soms hulpstoffen (lossingsmiddelen) gebruikt om het werkstuk gemakkelijker uit het gereedschap te laten komen; deze stoffen dienen voor het lijmen verwijderd te worden van het oppervlak. Ook zijn er kunststoffen met een zo lage oppervlaktespanning dat de lijm niet op het oppervlak kan uitvloeien. Dit is het geval bij polypropeen (PP), polyetheen (PE), teflon (PTFE), polyoxymethyleen (POM), siliconen en thermoplastische elastomeren (TPE's). Het oppervlak wordt dan geïoniseerd om een betere hechting van de lijm mogelijk te maken. Gedemineraliseerd water heeft een oppervlaktespanning van 73 en PTFE een oppervlaktespanning van 17. Hierdoor blijft het water als een bolle druppel op het oppervlak staan. De oppervlaktespanning van het substraat PTFE is onbehandeld namelijk te laag. Zo kan je aan de hand van een kleine test met Gedemineraliseerd water een eerste indruk krijgen over te lijmbaarheid van het oppervlak op dat moment.
Om de te lijmen ondergrond voor te behandelen worden diverse materialen en technieken ingezet:
- Primer: primers zijn vaak verdunde lijmen die goed in de poriën van het materiaal kunnen dringen en voor een goede hechting zorgen. Vaak worden hechtverbeteraars en corrosiewerende bestanddelen aan de primers toegevoegd. Voor meer informatie zie primers.
- Plasma: een gas wordt door een radio- of hoogfrequent veld geëxciteerd tot een plasma. Dit plasma zal het oppervlak beschadigen (verbreken van de buitenste C-H-bindingen van de polymeren) en zo een betere hechting met de lijm mogelijk maken.
- Mechanisch verruwen: met het mechanisch verruwen wordt het hechtoppervlak vergroot waardoor de lijm zich beter mechanisch kan verankeren. Omdat de lijmkracht hoofdzakelijk door de vanderwaalskrachten tot stand komt, is deze methode weinig effectief. Zie Lijmfaalmechanisme.
- Bevlammen: door met een vlam over het oppervlak te gaan, wordt de oppervlakte beschadigd. De polymeren worden op deze manier opengebroken om een betere hechting met de lijm mogelijk te maken.
- Coronabehandeling: Een corona ontstaat als bij voldoende hoge spanning tussen twee geleiders het omringende gas geïoniseerd raakt. Deze ionisatie zorgt ervoor dat het substraat gemakkelijker een verbinding met de lijm aangaat. Het oppervlak wordt als het ware geactiveerd. Deze techniek wordt veel toegepast bij folies.
- Galvaniseren: bij het galvaniseren wordt het substraat bedekt met een dun laagje metaal. Dit laagje voorkomt dat de lijm het onderliggende metaal doet oxideren (roesten).
- Lakken: het lakken van het substraat wordt veel toegepast om te voorkomen dat de substraten tussentijds gaan oxideren. Het lijmproces kan op deze manier later plaatsvinden.

### Technieken om lijm aan te brengen
- Kwast.
- Lijmkam, voor lijmen die in banen opgebracht moeten worden, bijvoorbeeld bij tegelzetten.
- Industriële lijmdoseerinstallaties (dispensers) en allerlei huiselijke varianten hierop, zoals het lijmpistool, lijmflessen met doseertuit en de Prittstift.
- Lijmfilm en (dubbelzijdig) plakband.

### Lijmreacties
De lijmreacties zijn onder te verdelen in twee soorten:
1. Fysische lijmreacties
2. Chemische lijmreacties

#### Fysische lijmreacties
Bij dit type lijmen vindt er geen chemische reactie plaats. De fysische reacties zijn weer onder te verdelen in:
- Verlies van oplosmiddel: men laat gedurende een bepaalde tijd het oplosmiddel verdampen en vervolgens worden de oppervlakken pas tegen elkaar gedrukt. Voorbeelden van deze lijmsoorten zijn; bandenplaklijm, houtlijm en papierlijm. Zie oplosmiddelenlijm.
- Uitharding door afkoelen: bij dit type lijmen wordt de lijmmassa als een hete vloeistof op het te lijmen oppervlak aangebracht. Door afkoeling ontstaat er een hechting. Voorbeelden van deze lijmsoorten zijn; thermoplasten zoals EVA, PA en polyesterlijm. Zie zelfklevende lijm en plastisollijm.
- Kleeflijmen: bij dit type lijmen is de lijmmassa rubberachtig en is de kleefkracht blijvend. Zie zelfklevende lijm.
- Smeltlijmen: bij dit type lijmen smelten de componenten samen. Zie smeltlijm.

#### Chemische lijmreacties
Het kenmerk van deze lijmen is dat de uitharding van de lijm tot stand komt door een chemische reactie. In de meeste gevallen zijn er meerdere componenten aanwezig die, nadat ze samengevoegd zijn, een chemische reactie tot stand brengen. Ook kan de reactie plaatsvinden door de inwerking van licht of warmte.
De chemische reacties zijn weer onder te verdelen in:
- Reactie tussen twee componenten: Bij deze tweecomponentenlijmen vindt de reactie plaats doordat de componenten onderling met elkaar reageren. Voorbeelden van deze lijmen met chemische reacties zijn: epoxy-, fenolische-, acrylaat-, cyanoacrylaat- en polyurethaanlijmen. Zie Lijst van lijmsoorten.
- Reactie door vocht: de tweede component die noodzakelijk is voor de chemische reactie is aanwezig in de omgeving. Voorbeelden van lijmen die de tweede component uit de omgeving halen zijn urethanen-, siliconen- en cementlijm.
- Anaerobe reactie: de lijm reageert bij uitsluiting van zuurstof, zie anaerobe lijm.
- UV- of elektronenstraling uithardend: door UV- of elektronenstraling komt een polymerisatie op gang.
- No mix: elke component wordt apart op een van de twee te lijmen delen aangebracht. De uitharding van de lijm vindt pas plaats als de delen met elkaar in contact komen. Zie acrylaatlijm.

### Begrippen

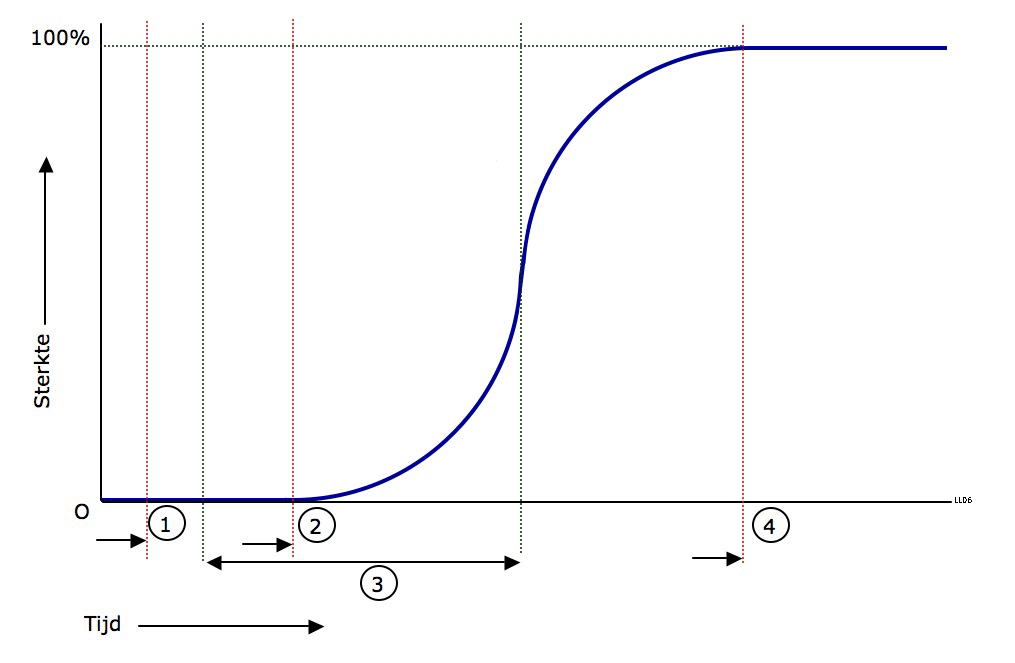
Begrippen uit het lijmproces: (1) Opbrengtijd (2) Opentijd (3) Perstijd (4) Afbindtijd

In het lijmproces worden de volgende begrippen gebruikt:
- Opbrengtijd. Dit is de tijd benodigd om de lijm op het oppervlak aan te brengen.
- Opentijd. Dit is tijd waarin de lijm nog niet reageert. Binnen deze tijd dient de lijm aangebracht te worden. Als de lijm later wordt aangebracht, komt er geen volledige sterke verbinding tot stand.
- Perstijd. Dit is de minimale tijd benodigd om de te verlijmen delen, relatief gezien, op hun plaats te houden.
- Afbindtijd. Dit is de gehele procestijd benodigd om een 100% sterke lijmverbinding tot stand te brengen. Meestal volgt de krachtopbouw de in de figuur afgebeelde “S” curve.
- Tweecomponentenlijm of 2K-lijm. Geeft aan dat de lijmverbinding tot stand komt als er twee componenten, om de reactie te starten, met elkaar in contact komen.
- Eencomponentenlijm of 1K-lijm. Geeft aan dat de lijmverbinding bestaat uit slechts één op te brengen component. Meestal wordt de tweede component, noodzakelijk voor de reactie, uit de omgeving (zuurstof en vocht) gehaald.

## Ontwerprichtlijnen
Het ontwerpen begint met het goed modelleren van een lijmverbinding. In een lijmverbinding is de stijfheidsverhouding (elasticiteitsmodulus) tussen de lijmmassa en het te verlijmen materiaal van groot belang. Als voorbeeld dient bij een lijmverbinding van staal met een PU-lijm het lijmoppervlak 100 maal groter te zijn om dezelfde krachten als het staal over te kunnen dragen. Een ander zeer belangrijk aspect om mee rekening te houden is het kruipen van de lijm.

## Testen lijmverbinding
Een lijmverbinding kan in principe alleen maar getest worden door deze te belasten totdat deze bezwijkt. Hierdoor is het kwalitatief borgen van het lijmproces de enige manier om een kwalitatief goede lijmverbinding te verkrijgen. Om kennis van de lijmverbinding te verkrijgen worden proefmonsters van de lijmverbinding gemaakt. Vervolgens worden deze uitgebreid getest. Het meest gebruikt zijn peltesten (eng: Peel tests) en klimaattesten.

## Hechtmechanisme
Tot in de jaren twintig werd de hechting van de lijm verklaard als een mechanische verankering van de lijmmassa. Dit leek tot dan een logische verklaring voor poreuze stoffen zoals papier en hout. Echter, met het succesvol verlijmen van gladde oppervlakken (o.a. glas) bleek deze verklaring niet meer houdbaar. Tegenwoordig neemt men aan dat het een combinatie is van moleculaire krachten, chemische binding en mechanische verankering.

## Lijmfaalmechanisme
Een lijmfaalmechanisme is de manier waarop een lijmverbinding kan breken. Omdat de lijmverbinding een opeenstapeling van op zich eenvoudige processtappen is, kunnen er veel oorzaken zijn waarom een lijmverbinding faalt. De meeste oorzaken van een falende lijmverbinding zijn te wijten aan adhesieve breuken.

## Voordelen
De voordelen van een lijmverbinding zijn:
- Een gelijkmatige spanningsverdeling. In tegenstelling tot een boutverbinding draagt het gehele lijmvlak bij in de krachtenoverdracht ervan. Hierdoor wordt de spanning in en op de verbinding gelijkmatig over het oppervlak verdeeld.
- Geen structuurverandering: de materiaalstructuur van de te lijmen materialen wordt, in tegenstelling tot die bij het lassen of solderen, niet veranderd of beschadigd. Bij het lassen of solderen wordt de structuur van het materiaal veranderd.
- Gewichtsbesparing: doordat, in tegenstelling tot een boutverbinding, het gehele oppervlak bijdraagt in de krachtoverdracht, kan per saldo de constructie lichter worden uitgevoerd.
- Gasdicht: in tegenstelling tot een boutverbinding is een lijmverbinding gasdicht.
- Verschillende materialen zijn verlijmbaar. Materialen zoals glas en aluminium kunnen met elkaar verbonden worden.
- De verbinding is losneembaar zonder het verlijmde materiaal te beschadigen. In veel gevallen kan de lijmverbinding eenvoudig ongedaan gemaakt worden.
- Contactcorrosievrij: doordat de materialen van elkaar gescheiden zijn treedt er geen contact (galvanische) corrosie op.
- Verlijming van grote oppervlakten is vrij eenvoudig mogelijk.
- Lijmverbindingen zijn in beperkte mate elastisch, waardoor ze trillingen dempen.
- Het voorkomen van microslip.

## Nadelen
De nadelen van een lijmverbinding zijn:
- De lijmkeuze is afhankelijk van het soort materiaal, de toepassing en de omgeving waarin het gebruikt wordt.
- Beperkt inzetbaar: de beïnvloeding van statische en dynamische krachten, chemische (vochtigheid, oplosmiddelen, schoonmaakmiddelen, zouten, zuren, ...), en fysische (temperatuur, trilling, UV- en andere straling) processen hebben een nadelige invloed op de levensduur van de lijmverbinding. Een juiste lijmkeuze is daarom zeer belangrijk.
- Vooraf niet controleerbaar op sterkte: een lijmverbinding is niet vooraf, zonder deze stuk te maken, controleerbaar op sterkte. Door het lijmproces te controleren, is het waarschijnlijk dat de lijmverbinding de vereiste kwaliteit bereikt.
- Constructief niet overal inzetbaar: doordat de lijmverbinding een beperkte kracht kan overbrengen, is een relatief groot lijmoppervlak noodzakelijk om de vereiste krachten over te brengen. Een lijmverbinding is niet bestand tegen afpelkrachten.
- Bij sommige toepassingen, zoals in de vliegtuigbouw is voor de uitharding van de lijm een autoclaaf noodzakelijk.

## Geschiedenis
De ontdekking van twee met bitumen aan elkaar gelijmde stenen van ten minste 36.000 jaar oud bewijst (volgens Eric Boeda, Universiteit Parijs) dat het gebruik van lijm waarschijnlijk zo oud als de mensheid is. De techniek van verlijmen met berkenpek is mogelijk 43.000 jaar oud. De volgende mijlpalen zijn bekend:
- Na 4000 v.Chr.: Archeologen vinden met plantaardige lijm gelijmde vazen. Ze ontdekken ook dat in Babylon de ivoren ogen van standbeelden met lijm vastgemaakt zijn.
- Na 2000 v.Chr.: In de literatuur wordt voor het eerst melding gemaakt van ontdekte dierlijke lijm-toepassingen.
- Vanaf 15e eeuw v.Chr.: In deze periode ontdekte voorwerpen, schilderingen en stucwerk vertonen sporen van lijm. De graftombe van Tut (Tutankhamun) was met lijm afgedicht.
- Vanaf de 1e eeuw wordt door de Grieken en de Romeinen lijm toegepast bij inlegwerk, bij het fineren en bij het waterdicht maken van schepen.
- Na 1000: Mongoolse legers, zoals dat van Dzjengis Khan gebruikten met lijm gelamineerde handbogen.
- 1644-1737 Antonio Stradivari gebruikte voor het bouwen van zijn wereldberoemde violen speciale lijm bij het lamineerproces.
- Omstreeks 1700 werd de eerste dierenlijm fabrieksmatig in Nederland vervaardigd.
- In 1750 werd het eerste patent in Engeland op een vislijm uitgeschreven.
- Vanaf 1900 werd lijm op verschillende plaatsen in de wereld industrieel geproduceerd.
- Na 1910 werd cellulosenitraat (celluloid) gebruikt als vervanger voor de ivoren biljartballen en werd het bakeliet op de markt gebracht.
- In de jaren 1920 werden de synthetisch vervaardigde lijmen ontdekt.
- In 1942 werd het cyanoacrylaat door Eastman Kodak ontwikkeld voor lenzen in richtapparatuur, maar bleek het onbruikbaar omdat het aan alle productiemachines plakte. Deze eigenschap werd vanaf 1958 benut in Eastman 910, de eerste secondelijm.